# Веденяпины
Веденяпины — три древних дворянских рода.

## Происхождение и история рода
1. Родоначальник Дмитрия Веденеева, внук которого, Абрам Васильевич Веденяпин, был испомещен (1665). Этот род записан в VI части родословной книги Тамбовской губернии.
2. Потомки Перфилия Ивановича Веденяпина, записанного в боярских детях по Мещере (1630), его внуки Макар и Мирон Дорофеевичи Веденяпины верстаны поместьями их отца (1688). Род этот записан в VI части родословной книги Тамбовской губернии, но герольдией перенесён в I часть, как не доказавший своевременно своего поместного владения за сто лет до жалованной грамоты императрицы Екатерины II (1785).
3. Потомки Ивана Игнатьевича Веденяпина, вёрстанного поместным окладом (1681) и записан в VI части родословной книги Пензенской губернии. Но так как ещё сын родоначальника — Максим Иванович с детьми был записан в числе однодворцев, то дворянство потомков его герольдией было восстановлено по военному чину капитана правнука Максима Ивановича — Михаила Петровича Веденяпина, со внесением во II часть родословной книги[2][3].

Восемнадцать представителей рода записаны в Верхоломовской десятне (1681-1696). Семь представителей рода владели населёнными имениями (1699).
Фамилия происходит от мордовского мужского имени Веденяпа из «ведень» — «водный», где -ап-(а) — частый суффикс личных имён мордвы (Вечкеняпа, Малеапа, Шиндяпа и др.), отчества от которых тоже стали фамилиями. Веденяпа у Б. Унбегауна приводится как форма имени Венедикт. Фамилия упоминается в «Ономастиконе» Веселовского: Веденяпины Данило и Мелентий Захарьевичи (1590, Мещера).

## Описание герба
Щит разделён перпендикулярно надвое. В правой половине, в красном поле, изображена золотая стрела, летящая вниз. В левой половине, в голубом поле, серебряный меч, остриём обращённый вверх.
На щите дворянский коронованный шлем. Нашлемник: три страусовых пера. Намёт на щите голубой, подложенный серебром. Герб рода Веденяпиных внесён в Часть 6 Общего гербовника дворянских родов Всероссийской империи, стр. 95.

## Известные представители
- Веденяпин, Александр Алексеевич (1845—?) — инженер-генерал, член Военного совета.
- Веденяпин, Аполлон Васильевич — (1803—1872) — декабрист.
- Веденяпин, Пётр Александрович (1884—1955) — русский офицер, герой Первой мировой войны.